# Бабло (фільм)
«Бабло» — фільм 2011 року, дебютна робота режисера Костянтина Буслова. У російський прокат картина вийшло 13 жовтня 2011 року. Незважаючи на позитивні рецензії, фільм зібрав лише 2 252 547 $, і не зміг окупити свій бюджет ($ 2 500 000). Жанр фільму визначений його творцями як корупційна комедія.

## Зміст
У Москві у підприємця Григорія (Кирило Сафонов) податківці вимагають хабар у розмірі 1 000 000 євро. Його друг — конвертатор Олег (Яків Кучеревський), домовившись зі своїм дахом — полковником Петровичем (Роман Мадянов), керівником одного зі столичних відділів по боротьбі з економічними злочинами, відправляється разом з Григорієм до податківців з купюрами. Після арешту податківців міліціонерами, підприємці повертаються додому. Однак сумку з грошима з машини на вокзалі крадуть двоє грузинських злодіїв-барсеточників — Важа і Каха, що використали для відводу очей повію Яну (Марія Берсенєва). За грошима починається серйозне полювання, в якій візьмуть участь самі різні люди.

## Ролі
| Актор               | Роль                                                   |
| ------------------- | ------------------------------------------------------ |
| Роман Мадянов       | полковник міліції Василь Петрович Коливанов (Петрович) |
| Кирило Сафонов      | бізнесмен Григорій                                     |
| Яків Кучеревський   | бізнесмен Олег                                         |
| Марія Берсенєва     | повія Яна                                              |
| Михайло Месхі       | злодій-барсеточник Каха                                |
| Гія Гогішвілі       | злодій-барсеточник Важа                                |
| Георгій Гургулія    | бандит Гога                                            |
| Володимир Сичов     | бандит Сема                                            |
| Олександр Фісенко   | Зуєв                                                   |
| Дмитро Куличків     | капітан міліції Василь Хлопко                          |
| Борис Георгієвський | Степан Хлопко                                          |
| Олег Протасов       | бандит Хлопков, «Хлопок»                               |
| Ігор Арташонов      | інспектор ДПС                                          |
| Сергій Угрюмов      | бізнесмен в караоке                                    |
| Сергій Болотаєв     | водій Олега                                            |
| Костянтин Буслов    | товариш по чарці Важі і Кахи камео                     |
| Анна Оцупок         | харків'янка Галя                                       |
| Аліна Разуменко     | стюардеса                                              |

## Історія створення

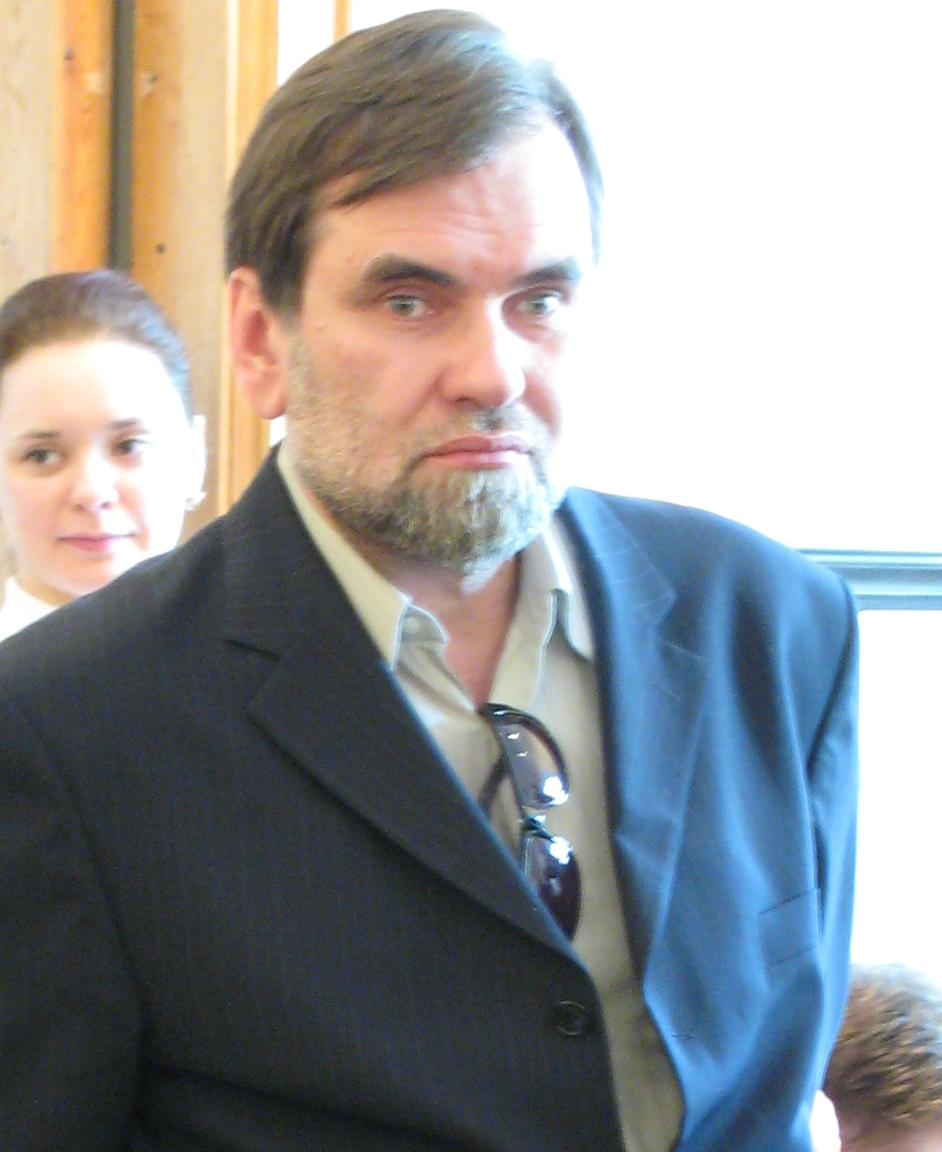
Продюсер фільму «Бабло» Сергій Сельянов

Костянтин Буслов витратив вісім місяців на створення сценарію фільму, після чого почався кастинг. У створенні фільму були залучені кошти державного Фонду Кіно і компанії СТВ. Виробництво картини стартувало влітку 2010 року, на зйомки пішло 47 днів. Місцем дії картини стали Москва і Харків. У жовтні розпочався монтаж картини, на який пішло чотири місяці.

## Рекламна кампанія
Бюджет просування картини склав 40 000 000 рублів. Інформаційну підтримку проекту надали «Теленеделя», радіостанція «Авторадіо» і Mail.Ru. Для просування картини була запущена лотерея «1 000 000 може стати твоїм». На підтримку фільму виконавець N1NT3ND0 записав пісню «Бабло», а у пісні «Гів мі мані», на яку був знятий відеокліп, були присутні кадри з картини.
Костянтину Буслова не сподобалася рекламна кампанія його картини. Він розкритикував трейлер і постер, створені прокатником «Наше кіно», і відзначив відсутність інтересу до просування у маркетингової команди дистриб'ютора.

## Прокат
Прем'єра фільму відбулася 29 вересня, а в широкий прокат він вийшов 13 жовтня 2011. У прем'єрний вікенд картина на 600 копіях зібрала 34 800 000 рублів ($ 1 100 000). Такий результат був пояснений аналітиками кіноринку недовірою російського глядача до вітчизняного кіно, а також присутністю на цей ще двох прем'єр. У другий тиждень прокату фільм на 589 копіях зібрав 16 000 000 рублів ($ 517 297), продемонструвавши падіння зборів на 54,1 %. За два тижні прокату картина змогла зібрати 63 млн рублів ($ 1 973 265), а за весь час прокату — $ 2 252 547, тим самим не окупивши свій виробничий бюджет.

## Реакція кінокритиків
«Бабло» отримало позитивні відгуки кінокритиків. Костянтин Буслов став володарем призу кінофестивалю Кінотавр в категорії Найкращий дебют, а також був учасником премії Ніка в номінації Відкриття року за свою режисерську роботу, але в підсумку поступився Дмитру Астрахані, що зіграв у фільмі Висоцький. Спасибі, що живий.
Оглядач журналу Афіша Роман Волобуєв поставив картині 3 бали з 5. Він зазначив привабливість картини, а також відсутність в ній дурних ілюзій щодо пристрою російського життя, так і без немужнім істерик на тему того, як дивовижно запущено все в цій жахливій країні.
Журналіст Вогника Андрій Архангельський порахував картину синтезом авторського та жанрового кіно, відзначивши її відміну від творінь Квентіна Тарантіно. Крім цього він відзначив відсутність позитивних персонажів у фільмі, що пояснив наявністю спільної ідеї у всіх його героїв — кидалова:
| Ліві лапки | Метафора з перехідним з рук в руки мільйоном, який, як з'ясовується, ще й фальшивий, прозора: наш бізнес - це злодійство краденого, тому ні у кого багатство не затримується подовгу. Тут немає нічого свого, і зрозуміти, кому гроші належать насправді, неможливо саме тому, що - нікому. | Праві лапки |

## Саундтрек
У фільмі використовувалися композиції різних виконавців: Михайла Круга (Володимирський централ, Пусти мене ти, мама), Сергія Трофімова («Я сумую за тобою»), Марка Мінкова (рос. Незримый бой), Йолка (Прованс), групи корчма (Кума), Ніч яка місячна (у виконанні Євгенія Дятлова), групи Monte Carlo ( Даруй дурі), The Andrews Sisters (Rum and Coca Cola).

## Знімальна група
- Режисер — Костянтин Буслов
- Сценарист — Костянтин Буслов
- Продюсер — Сергій Сельянов, Роман Романцев
- Композитор — Іван Лубенніков, Олександр ''Містер Bocha'' Бочагов